# Ricardo Blume
Ricardo Cristóbal Blume Traverso (Lima, 16 de agosto de 1933 – Querétaro, 30 de outubro de 2020) foi um ator peruano-mexicano.

## Biografia
Iniciou sua carreira ainda em sua juventude, aos 19 de anos de idade, na (AAA) Associação de Artistas Aficionados de Lima e estudou na Real Superior Escola de Arte Dramática de Madrid, na Espanha.
Ao retornar para o seu país, foi fundador e diretor do Teatro da Universidade Católica de Lima, em 1961. Foi também professor na instituição da qual fora fundador. Ficou conhecido em toda a América Latina ao atuar na telenovela Simplemente María, produção peruana de 1969, ao lado de Saby Kamalich e Braulio Castillo.
Chegou ao México na década de 1970, onde se naturalizou cidadão mexicano. Atuou em várias telenovelas entre elas 'Carrusel de las Américas' em 1992, Marimar no ano de 1994, e María la del Barrio de 1996 ao lado de Thalía, também com a falecida atriz Irán Eory e Fernando Colunga, atuou em Amor real em 2003 e Heridas de Amor em 2006.
Ele recebeu a medalha, "Minha Vida" no teatro, o maior prémio de desempenho no México, que foi entregue pelo mexicano Centro Internacional de Teatro do Instituto da UNESCO.
Voltou para o Peru de 1980 a 1992, com a ideia de alugar ou comprar um teatro - "é a única frustração da minha carreira" -. disse o ator. Em entrevista realizada apenas uma vez na televisão como convidado na série Gamboa. Mais tarde, ele foi comentarista e apresentador de página documentários culturais na televisão, retornando de volta para o México.
Ele foi homenageado com a medalha "Vizcardo e Juan Pablo Guzman", concedido pelo Congresso da República do Peru, em 2002, reconhecer e premiar os seus esforços em sua atuação.
Ricardo Blume tem em sua carreira de uma dúzia de filmes, incluindo: Mi secretaria está loca, loca, loca na Argentina, em 1967; Detrás de esa puerta no México, no ano de 1975; Malabrigo no Peru, em 1986; Sobrenatural no México, em 1996, entre outras obras. Atualmente, o último filme em que havia participado, El marlboro y el cucú no México, onde divide cenas com Demián Bichir, se encontra em etapa de pós-produção.
Muitos dos seus trabalhados em telenovelas foram exibidos no Brasil pelo SBT. Ricardo Blume ficou conhecido no Brasil, por interpretar o generoso e humilde milionário Fernando de la Vega na telenovela Maria do Bairro.
Morreu em 30 de outubro de 2020, aos 87 anos.

## Trabalhos

### Telenovelas
- Muchacha italiana viene a casarse  ...(2014-2015) - Mario Bianchi
- "Cuidado con el ángel" (2008) ... Patricio Velarde
- "Amor sin Maquillaje" (2007) ... James Allande
- "Heridas de Amor" (2006) ... Leonardo Altamirano
- "Inocente de ti" (2004) ...  Armando Dalmacci
- "Amor real" (2003) ... Hilario Peñalver y Beristain
- "Mujer bonita" (2001) ... Damián
- " Ramona" (2000) ... Ruy Coronado
- "Los hijos de nadie" (1997) ... Don Chuy
- "María la del Barrio" (1996) ... Fernando de la Vega
- "Caminos cruzados" (1994) ...  Olegario
- "Marimar" (1994) ... Fernando Montenegro
- "Carrusel de las Américas" (1992) ... Huamán
- "Pelusita" (1980) ... Chang Li / Claudio
- " Verónica" (1980) ... César
- "La pobre señorita Limantur (1985) ....  Mauricio Spider
- "Mundo de juguete" (1974) ... Mariano Salinas
- "Entre brumas" (1973) ...  Paul Anderson
- "Las fieras" (1972) ... Richard
- "Simplemente María" (1969) ...  Roberto Carida/Antonio Ramos

### Séries
- Como dice el dicho (2012) ... Miguel
- "Gritos de muerte y libertad" (2010) ... Virrey Juan Ruiz de Apodaca
- "Locas de amor" (2010) ... Psiquiatra
- Mujer, casos de la vida real (1994/2007)

### Cinema
- Viejos amigos (2014)
- Tercera llamada (2013)
- Quemar las naves (2007)
- Miércoles (2007)
- Mezcal  (2006)
- Fuera del cielo (México, 2006)
- Sobrenatural (México, 1996)
- Malabrigo (Peru, 1986)
- Ojos de perro (1981)
- La mujer perfecta (1977)
- Detras de esa puerta (1975)
- El primer paso... de la mujer (1974)
- Los perros de Dios (1973)
- Pobre niño rico (1973)
- Con amor de muerte (1972)
- Los enamorados (1971)
- Muchacha italiana viene a casarse (1971)
- Detrás de esa puerta (México, 1975)
- Mi secretaria está loca, loca, loca (Argentina, 1967)
- Intimidad de los parques (Argentina, 1965)

### Teatro
- Collacocha (1956), onde atuou junto a Luis Álvarez
- El Gran Teatro del Mundo (1970)
- Emigrados (1999), autando com Alberto Isola y Luis Peirano
- Feliz nuevo siglo, doktor Freud (2000) de Sabina Berman, onde teve seu cargo de diretor
- Tristán e Isolda de León Felipe
- La tinaja de Luigi Pirandello
- Auto del magná. Anónimo español s. XI
- Paso primero de Lope de Rueda
- Los habladores de Miguel de Cervantes
- La siega de Lope de Vega (Premio “Anita Fernandini de Naranjo” ao melhor diretor e melhor conjunto teatral) (1963)
- Los empeños de una casa de Sor Juana Inés de la Cruz (1964)
- La verdad sospechosa de Juan Luis de Alarcón (1964)
- El servidor de dos amos de Carlo Goldoni
- Auto de la pasión de Lucas Fernández (1965)
- Pasos, voces, alguien de Julio Ortega (Conformado por: El intruso, Perfecta soledad, La campana y La ley.) (1965)
- Las bizarrías de Belisa de Lope de Vega (1966)
- La señorita Canario de Sarina Helfgott  (1967)
- Historias para ser contadas de Oswaldo Dragún (Teatro de difusão) (1967)
- El centro forward murió al amanecer de Agustín Cuzzani (“Representante ante o I Festival de Teatro Universitario em Manizales, Colombia”) (1968)

#### Filmografia como diretor
- El cielo es para todos (1979) Telenovela